# Пэч, Отто
Отто Пэч (нем. Otto Paetsch; 3 августа 1909, Рейнхаузен — 16 марта 1945, Альтдамм) — немецкий офицер войск СС, штандартенфюрер СС (посмертно), кавалер Рыцарского креста Железного креста с Дубовыми листьями (посмертно).

## Биография
Отто Пэч родился 3 августа 1909 года в городе Рейнхаузен. 1 апреля 1930 года вступил в НСДАП (партийный билет № 230 180), а 16 марта 1931 года в СС (служебное удостоверение № 6 143). В октябре 1934 года Пэча перевели в штандарт СС «Германия», который находился в составе частей усиления СС, предшественника войск СС. В 1939 году Отто Пэч был назначен командиром взвода в 15-м штурме штандарта СС «Германия».
Отто Пэч принял участие в Польской и Французской кампаниях, а также в боях на Восточном фронте. В ноябре 1939 года становится командиром 15-й роты моторизованного полка СС «Германия» дивизии усиления СС, а в конце 1940 года - 3-м офицером Генштаба (начальник разведки) штаба дивизии СС «Викинг». 9 ноября 1941 года Пэч был произведён в штурмбаннфюреры СС и назначен командиром разведывательного батальона дивизии СС «Викинг». C 1 июля 1943 по 7 марта 1944 года был командиром 103-го тяжёлого танвого батальона СС, а с марта 1944 года — 1-го батальона 5-го танкового полка СС «Викинг».
В июне 1944 года был переведён в 10-ю танковую дивизию СС «Фрундсберг», где стал командиром 10-го танкового полка СС. За отличия в боях против войск союзников в Нормандии 23 августа 1944 был награждён Рыцарским крестом Железного креста. 
В августе 1944 года полк Пэча был окружён англо-американскими войсками в Фалезском котле. В феврале 1945 полк был переброшен в Померанию. Отто Пэч был убит в бою в районе города Альтдамм 16 марта 1945 года. 5 апреля 1945 Отто был награждён посмертно дубовыми листьями к Рыцарского креста Железного креста. За время боёв Пэч был ранен 11 раз.

## Чины
- Штурмфюрер СС (1 октября 1933)
- Оберштурмфюрер СС (20 апреля 1934)
- Гауптштурмфюрер СС (9 сентября 1934)
- Штурмбаннфюрер СС (9 ноября 1941)
- Оберштурмбаннфюрер СС (9 ноября 1943)
- Штандартенфюрер СС (посмертно)

## Награды
- Железный крест (1939)
  - 2-й степени (3 августа 1941)
  - 1-й степени (15 сентября 1942)
- Медаль «За зимнюю кампанию на Востоке 1941/42» (1 августа 1942)
- Знак «за ранение» в золоте
- Немецкий крест в золоте (24 апреля 1943) — штурмбаннфюрер СС, командир разведывательного батальона СС «Викинг»
- Рыцарский крест Железного креста с Дубовыми листьями
  - Рыцарский крест (23 августа 1944) — оберштурмбаннфюрер СС, командир 10-го танкового полка СС «Фрундсберг»
  - Дубовые листья (№ 820) (5 апреля 1945) — оберштурмбаннфюрер СС, командир 10-го танкового полка СС «Фрундсберг» (посмертно)